# العلاقات المالديفية الماليزية
العلاقات المالديفية الماليزية هي العلاقات الثنائية التي تجمع بين المالديف وماليزيا.

## مقارنة بين البلدين
هذه مقارنة عامة ومرجعية للدولتين:
| وجه المقارنة                                              | المالديف       | ماليزيا       |
| --------------------------------------------------------- | -------------- | ------------- |
| المساحة (كم2)                                             | 298            | 330.29 ألف    |
| عدد السكان (نسمة)                                         | 436.33 ألف     | 31.62 مليون   |
| الكثافة السكانية (ن./كم²)                                 | 146.42 ألف     | 95.73         |
| العاصمة                                                   | ماليه          | كوالالمبور    |
| اللغة الرسمية                                             | اللغة الديفهي  | لغة ماليزية   |
| العملة                                                    | روفيه مالديفية | رينغيت ماليزي |
| الناتج المحلي الإجمالي (بليون دولار)                      | 4.60 مليار     | 314.50 مليار  |
| الناتج المحلي الإجمالي (تعادل القوة الشرائية) بليون دولار | 5.23 مليار     | 817.43 مليار  |
| الناتج المحلي الإجمالي الاسمي للفرد دولار أمريكي          | 8.39 ألف       | 9.77 ألف      |
| الناتج المحلي الإجمالي للفرد دولار أمريكي                 | 12.53 ألف      | 25.64 ألف     |
| مؤشر التنمية البشرية                                      | 0.706          | 0.779         |
| رمز المكالمات الدولي                                      | +960           | +60           |
| رمز الإنترنت                                              | .mv            | .my           |
| المنطقة الزمنية                                           | ت ع م+05:00    | ت ع م+08:00   |

## منظمات دولية مشتركة
يشترك البلدان في عضوية مجموعة من المنظمات الدولية، منها:
| علم المنظمة | اسم المنظمة                        | تاريخ انضمام المالديف | تاريخ انضمام ماليزيا |
| ----------- | ---------------------------------- | --------------------- | -------------------- |
|             | بنك التنمية الآسيوي                | 1978                  | 1966                 |
|             | مؤسسة التنمية الدولية              | 13 يناير 1978         | 24 سبتمبر 1960       |
|             | يونسكو                             | 18 يوليو 1980         | 16 يونيو 1958        |
|             | وكالة ضمان الاستثمار متعدد الأطراف | 19 مايو 2005          | 6 ديسمبر 1991        |
|             | الأمم المتحدة                      | 21 سبتمبر 1965        | 17 سبتمبر 1957       |
|             | دول الكومنولث                      | ?                     | ?                    |
|             | الاتحاد البريدي العالمي            | ?                     | ?                    |
|             | البنك الدولي للإنشاء والتعمير      | 13 يناير 1978         | 7 مارس 1958          |
|             | منظمة التعاون الإسلامي             | ?                     | ?                    |
|             | منظمة حظر الأسلحة الكيميائية       | ?                     | ?                    |
|             | مؤسسة التمويل الدولية              | 2 فبراير 1983         | 20 مارس 1958         |
|             | الاتحاد الدولي للاتصالات           | 28 فبراير 1967        | 3 فبراير 1958        |
|             | منظمة التجارة العالمية             | ?                     | ?                    |
|             | منظمة الشرطة الجنائية الدولية      | ?                     | ?                    |

## وصلات خارجية
- موقع وزارة الخارجية المالديفية
- موقع وزارة الخارجية الماليزية